# IQ的分类

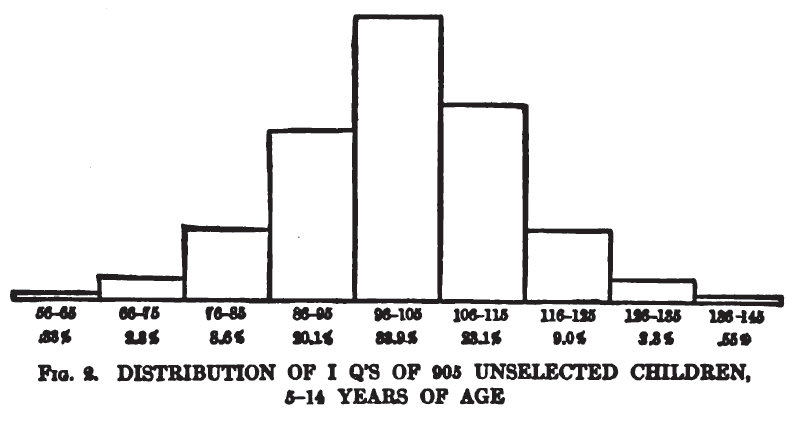
1916 年斯坦福-比奈实验中调查出的以 905 名儿童为样本的数量分布图

IQ 的分类是智商(IQ) 测试的发布者使用于标记IQ分数范围的分类名称。（例如：“优秀的”或“平均的”。）
目前用于所有智商测试的评分方法是“离差智商（deviation IQ）”。在这种方法中，若应试者的智商分数为100，表明该应试者在标准化测试的同龄考生中处于中等水平。若IQ分数为115，说明该应试者的表现比中等水平高出一个标准差，若得分为85，则意味着该应试者的表现比中位数低一个标准差，依此类推。离差智商目前能作为评分标准被用于所有的智商测试，很大程度上是因为它让儿童和成人的智商拥有了一致的定义。根据目前被定义为“离差智商”的标准智商测试分数，约三分之二的考生得分在85至115分之间，约5%的考生得分在125分以上。
路易斯·特曼（Lewis Terman）和早期智商测试的其他开发者们注意到，无论测试程序如何，大多数儿童都会出现十分相似的智商分数。即使同一个人多次参加相同的测试，所有智商测试的分数都会略有不同。在同一年龄参加多个测试发布者的考试的人，智商分数也会略有不同。不同的测试发布者没有使用统一的名称或定义进行智商分数的分类。
甚至在智商测试发明之前，就有人试图通过观察人们在日常生活中的行为来将他们进行智力的分类。这些不同形式的行为观察对于验证基于智商测试分数的分类仍然很重要。无论是通过测试观察日常行为进行的智力分类，还是通过智商测试进行的智力分类，都取决于在特定情况下对“智力”的定义以及在分类过程中估计的可靠性和误差。

## 个人智商分类的差异
智商测试一般来说都足够的可靠，大多数人10岁及以后通过智商测试所获得的智商分数都很相似。但是尽管如此，还是有一部分人在不同年龄段进行同一项测试，或是在同一年龄段进行多种智商测试时，他们的得分会有很大的差距。例如，刘易斯·特曼在1921年开始的著名的天才的遗传研究中，有许多孩子在他们的成长过程中智商呈现了下降的趋势。特曼根据老师的推荐招募了一部分学生，并对他们进行了斯坦福-比奈智商测试。在该测试中，智商超过140的学生被纳入研究，主要研究组中共有643名学生。当这批学生到达高中年龄后，对能够成功再次联系到的学生(503名)进行重新测试时，发现他们的斯坦福-比奈智商平均下降了9分。20多个孩子的智商下降了15分，6个孩子下降了25分或更多。然而，这些孩子的父母却认为这些孩子仍然像以前一样，甚至比以前更聪明。
由于所有智商测试均存在应试者对智商分数的测量误差，出题者应始终告知应试者在测试的既定情况下得分的置信区间。智商分数为序数分数，不以区间测量单位表示。除了"学习行为样本框架"导致的智商测试分数的固有误差范围外，因为出题者未能遵循规范的管理和评分程序，智商评分也可能存在误导性。出题者出现失误时，通常的结果是测试分数过于宽松，给应试者高于应试者的表现的智商分数。部分出题者因表现出"光环效应"而出现错误，低智商的的人得到的智商分数低于遵循规范程序的智商分数，而高智商的人得到的智商分数被夸大了。
个人的智商分类也有所不同，因为智商分数范围的类别标签是特定于每个测试的。测试发布者之间没有统一的做法来标记智商分数范围，也没有统一的做法将智商分数范围划分为相同大小或具有相同边界分数的类别。因此，心理学家在报告应试者的智商时，应该指明是哪一种测试。根据心理学家和智商测试作者的建议，在报告智商分数范围时应采用每个测试出版商的术语。

## 目前测试中的智商分类表
在英语世界中有多种单独管理的智商测试。并不是所有的测试结果都报告为“智商”，但现在大多数报告的标准分数的中位数都为100。当考生的分数高于或低于中位数时，根据考生在测试项目内容上表现的每一个标准差差的高低，以高出或低于15个标准分值来表示该分数。

### 韦氏智力量表
韦氏智力量表最初是由大卫·韦氏智力量表发展而来的。第一个韦氏测验是1939年出版的韦氏-贝尔维尤量表。韦氏儿童智商测试和成人智商测试是英语世界中最常用的两种个人智商测试，其翻译版本可能是世界上使用最广泛的智商测试。韦氏测试一直被认为是智商测试的“黄金标准”。《韦氏成人智力量表第四版》(WAIS-IV)于2008年出版。《韦氏儿童智力量表-第五版》(WISC-V)于2014年由美国心理公司出版，《韦氏学前与小学智力量表-第四版》(WPPSI-IV)于2012年由美国心理公司出版。像所有当前的智商测试一样，韦氏测试报告一个“偏差智商”作为全面智商的标准分数，规范样本中位数原始分数定义为智商100，分数高一个标准差定义为智商115(低一个标准差定义为智商85)。

### 韦氏 (WAIS–IV, WPPSI–IV) 智商分类
| 智商范围（“离差智商”） | 智商分类 |
| ---------------------- | -------- |
| 130及以上              | 非常优秀 |
| 120–129                | 优秀     |
| 110–119                | 较高     |
| 90–109                 | 正常     |
| 80–89                  | 及格     |
| 70–79                  | 較低     |
| 69及以下               | 极低     |

### 韦氏儿童智力量表第五版(WISC-V)智商分类
| 智商范围（“离差智商”） | 智商分类 |
| ---------------------- | -------- |
| 130及以上              | 非常优秀 |
| 120–129                | 优秀     |
| 110–119                | 较高     |
| 90–109                 | 正常     |
| 80–89                  | 及格     |
| 70–79                  | 較低     |
| 69及以下               | 极低     |

一些心理学家提出了韦氏智商分类的另一种语言。在替代系统中，“边缘性”一词，意味着非常接近智障，被一个不意味着医学诊断的术语所取代。
| 智商范围     | 分类     | 更多中立价值项 |
| ------------ | -------- | -------------- |
| 130+         | 非常优越 | 上极端         |
| 120–129      | 优越的   | 远高于平均水平 |
| 110–119      | 高于平均 | 高于平均       |
| 90–109       | 平均     | 平均           |
| 80–89        | 低于平均 | 低于平均       |
| 70–79        | 及格     | 远低于平均水平 |
| 69 and below | 极低     | 下限           |

### 斯坦福-比奈智力量表第五版
目前的第五版斯坦福-比奈量表(SB5)由Gale H. Roid开发，并于2003年由Riverside出版社出版。与之前版本的斯坦福-比奈测试不同，SB5智商评分是一种偏差评分，标准化样本中位数得分的每个标准差与智商中位数100的偏差为15分，与韦氏测试的标准得分相同。
| 智商范围（“偏差智商”） | 智商分类             |
| ---------------------- | -------------------- |
| 140+                   | 非常有天赋或非常超前 |
| 130–140                | 有天赋或非常超前     |
| 120–129                | 优越的               |
| 110–119                | 高于平均             |
| 90–109                 | 平均的               |
| 80–89                  | 低于平均             |
| 70–79                  | 边缘性受损或延迟     |
| 55–69                  | 轻度受损或延迟       |
| 40–54                  | 重度受损或延迟       |

### 伍德科克-约翰逊认知能力测验
Woodcock-johnson a III NU认知能力测试(WJ III NU)由Richard W. Woodcock, Kevin S. McGrew和Nancy Mather开发，并于2007年由Riverside出版。WJ III分类术语并不适用于智商测试。
| 智商分数  | WJ Ⅲ分类 |
| --------- | -------- |
| 131及以上 | 非常优越 |
| 121 - 130 | 优越的   |
| 111 - 120 | 高于平均 |
| 90 - 110  | 平均的   |
| 80 - 89   | 低于平均 |
| 70 - 79   | 低       |
| 69及以下  | 极低     |

### 考夫曼测试
考夫曼青少年和成人智力测验(The Kaufman Adolescent and Adult Intelligence Test, KAIT)是由艾伦·s·考夫曼(Alan S. Kaufman)和纳丁·l·考夫曼(Nadeen L. Kaufman)开发，并于1993年由美国指导服务中心出版。考夫曼测验的分数“以一种对称的、非评估的方式进行分类”。
| 130及以上 | 上极限         |
| 120–129   | 远高于平均水平 |
| 110–119   | 高于平均水平   |
| 90–109    | 平均           |
| 80–89     | 低于平均水平   |
| 70–79     | 远低于平均水平 |
| 69及以下  | 下极限         |

《考夫曼儿童评估手册》（《The Kaufman Assessment Battery for Children》）第二版由艾伦·s·考夫曼和纳丁·l·考夫曼开发，2004年由美国指导服务中心出版。
| 标准分数范围 | 类别名称     |
| ------------ | ------------ |
| 131–160      | 上极限       |
| 116–130      | 高于平均水平 |
| 85–115       | 平均范围     |
| 70–84        | 低于平均水平 |
| 40–69        | 下极限       |

## 历史智商分类表

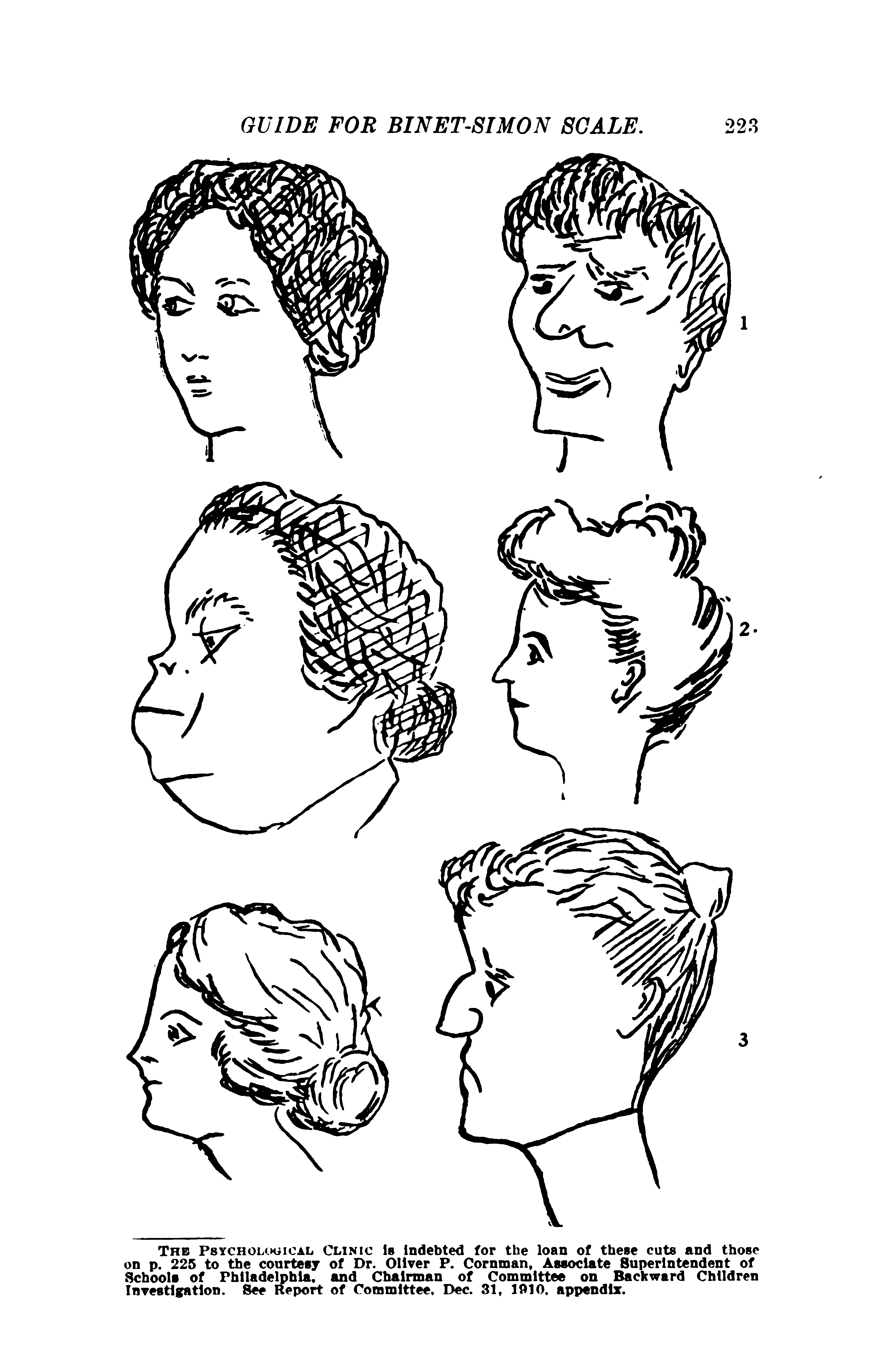
从1908年的Binet-Simon智力量表中引入了一个项目，展示了三对照片，被测试的孩子被问到，“这两张脸中哪一张更漂亮?” by J. E. Wallace Wallin in the March 1911 issue of the journal The Psychological Clinic (volume 5 number 1), public domain.

路易斯·特曼是斯坦福-比奈智力量表的开发者，他的英语版斯坦福-比奈智商测试以阿尔弗雷德·比奈开发的法语版比奈-西蒙测试为基础设计。特曼认为他的测试测量的是查尔斯·斯皮尔曼(Charles Spearman, 1904)所倡导的“一般智力”结构。根据德国心理学家威廉·斯特恩在1912年提出的观点，特曼与比奈的不同之处在于特曼在测试中以智商(“心理年龄”除以实际年龄)分数的形式报告分数。特曼选择了斯坦福-比奈测试分数等级的类别名称。当他第一次选择分数等级分类时，他在一定程度上依赖于早期作者的使用方法，这些作者在智商测试存在之前就写过一些例如一个个体在自己独立的成年生活中无法照顾自己等主题。特曼的斯坦福-比奈量表的第一版基于标准化样本，这些样本只包括美国出生的白人受试者，主要来自加利福尼亚州、内华达州和俄勒冈州。
| 智商范围（“智商比率”） | 智商分类                                           |
| ---------------------- | -------------------------------------------------- |
| 140以上                | “接近”天才或天才                                   |
| 120–140                | 非常优越的智力                                     |
| 110–120                | 优越智力                                           |
| 90-110                 | 正常或平均智力                                     |
| 80–90                  | 迟钝，少量被归类为弱智                             |
| 70–80                  | 边缘性受损，有时可归类为迟钝，通常可归类为智力低下 |
| 70以下                 | 绝对性弱智                                         |

鲁道夫·平特纳 (Rudolph Pintner) 在其 1923 年出版的《智力测试：方法与结果》一书中提出了一组分类术语。 平特纳评论说，他那个时代包括特曼在内的心理学家，“在没有得到充分的心理学定义的情况下，就开始测量个人的一般能力”。平特纳在他的书的1931年的第二版中保留了这些术语。
| 智商范围（“智商比率”） | 智商分类 |
| ---------------------- | -------- |
| 130以上                | 非常优越 |
| 120–129                | 非常亮眼 |
| 110–119                | 亮眼的   |
| 90–109                 | 普通的   |
| 80–89                  | 落后     |
| 70–79                  | 边缘     |

阿尔伯特·朱利叶斯·莱文(Albert Julius Levine)和路易斯·马克斯(Louis Marks)在1928年出版的《测试智力和成就》一书中提出了一套更广泛的分类。其中一些词条来自当代对智障人士的称呼。
| 智商范围（“智商比率”） | 智商分类 |
| ---------------------- | -------- |
| 175及以上              | 早熟     |
| 150–174                | 非常优越 |
| 125–149                | 优越的   |
| 115–124                | 非常亮眼 |
| 105–114                | 亮眼     |
| 95–104                 | 正常     |
| 85–94                  | 一般     |
| 75–84                  | 及格     |
| 50–74                  | 白痴     |
| 25–49                  | 低能     |
| 0–24                   | 智障     |

斯坦福-比奈测试的第二次修订(1937年)保留了“商数智商”评分，尽管早期对报告智商测试标准分数的方法提出了批评。“天才”一词不再用于任何智商分数范围。第二次修订只针对儿童和青少年(没有成人)，而且只针对“在美国出生的白人儿童”。
| 智商范围（“智商比率”） | 智商分类   |
| ---------------------- | ---------- |
| 140及以上              | 非常优越   |
| 120–139                | 优越的     |
| 110–119                | 高于平均   |
| 90–109                 | 平均       |
| 80–89                  | 低于平均   |
| 70–79                  | 边缘性缺陷 |
| 70以下                 | 精神缺陷   |

后来作为斯坦福-比奈测验1960年第三版手册(Form L-M)的一部分出版的数据表报告了1937年第二版标准化组的分数分布。
| 智商范围（“智商比率”） | 团体百分比 |
| ---------------------- | ---------- |
| 160–169                | 0.03       |
| 150–159                | 0.2        |
| 140–149                | 1.1        |
| 130–139                | 3.1        |
| 120–129                | 8.2        |
| 110–119                | 18.1       |
| 100–109                | 23.5       |
| 90–99                  | 23.0       |
| 80–89                  | 14.5       |
| 70–79                  | 5.6        |
| 60–69                  | 2.0        |
| 50–59                  | 0.4        |
| 40–49                  | 0.2        |
| 30–39                  | 0.03       |

大卫·韦克斯勒(David Wechsler)是1939年Wechsler - bellevue量表(后来发展成Wechsler 成人智力量表)的开发者，他推广使用“偏差智商”代替“商数智商”(“心理年龄”除以“实数年龄”)作为智商测试的标准分数用于斯坦福-比奈测试。他在《成人智力的测量》一书中用了整整一章来讨论智商分类，并提出了与刘易斯·特曼使用的不同的类别名称。韦克斯勒还批评了一些早期作者发表智商分类表，但不说明使用哪种智商测试来获得表中报告的分数的做法。
| 智商范围（“偏差智商”） | 智商分类 | 包含百分比 |
| ---------------------- | -------- | ---------- |
| 128及以上              | 非常优越 | 2.2        |
| 120–127                | 优越的   | 6.7        |
| 111–119                | 亮眼的   | 16.1       |
| 91–110                 | 平均的   | 50.0       |
| 80–90                  | 普通的   | 16.1       |
| 66–79                  | 及格边缘 | 6.7        |
| 65及以下               | 有缺陷的 | 2.2        |

1958年，韦克斯勒出版了他的《成人智力的测量与评价》一书的另一个版本。他修改了关于智商分类的章节，并评论说，“心理年龄”分数并不是比智商分数更有效的智力测试评分方法，并且继续使用了同样的分类术语。
| 智商范围（“偏差智商”） | 智商分类 | （理论性）百分比包括 |
| ---------------------- | -------- | -------------------- |
| 128及以上              | 非常优越 | 2.2                  |
| 120–127                | 优越的   | 6.7                  |
| 111–119                | 亮眼的   | 16.1                 |
| 91–110                 | 平均的   | 50.0                 |
| 80–90                  | 普通的   | 16.1                 |
| 66–79                  | 及格边缘 | 6.7                  |
| 65及以下               | 有缺陷的 | 2.2                  |

1960年斯坦福-比奈智商测试的第三次修订(Form L-M)使用了大卫·韦克斯勒开创的偏差计分法。为了计量斯坦福-比奈测验第二版和第三版的大致可比性，计分表作者Samuel Pinneau将中位标准分数水平设为100，高于或低于该水平的每个标准差设为16。从标准计分表(基于20世纪30年代的标准)中直接查找得到的最高分数是IQ 171，从3岁零6个月(测试原始分数“心理年龄”为6岁零2个月)到6岁零3个月(测试原始分数“心理年龄”为10岁零3个月)的不同年龄。斯坦福-比奈L-M分数的分类在测试手册中不包括“特别有天赋”和“天赋异禀”这样的术语。David Freides在回顾1970年斯坦福-比奈第三次修订的《布罗斯第七心理测量年鉴》(1972年出版)时评论说，这个测试在那一年已经过时了。
| 智商范围（“偏差智商”） | 智商分类   |
| ---------------------- | ---------- |
| 140及以上              | 非常优越   |
| 120–139                | 优越的     |
| 110–119                | 高于平均   |
| 90–109                 | 正常或平均 |
| 80–89                  | 低于平均   |
| 70–79                  | 边缘性缺陷 |
| 70以下                 | 精神缺陷   |

## 低智商分类
最早将低智商人群进行分类的术语是在智商测试发展之前的医学或法律术语。法律制度承认这样一种概念，即某些人的认知能力严重受损，以至于他们不必为犯罪行为负责。医生有时会遇到不能独立照顾自己的日常生活的成年患者。各种各样的术语被用来试图将具有不同程度智力残疾的人分类。许多最早的术语现在被认为是极具冒犯性的。
在目前的医学诊断中，仅凭智商分数并不能确定一个人是否存在智力缺陷。最近采用的诊断标准将重点放在每个人的社会适应行为上，除了适应行为量表之外，智商分数只是诊断的一个因素，没有智力残疾的类别主要由智商分数来定义。心理学家指出，来自智商测试的证据应该始终与其他评估证据一起使用:“最终，当测试表现的任何和所有解释得到其他数据源的证实，并且当它们在经验上或逻辑上与转诊中指定的领域或相关领域时，它们就会获得诊断意义。”

### 历史
从历史上看，智力残疾的术语最终被视为一种侮辱。20世纪中期，“智力低下”和“精神迟钝”这两个词在20世纪中叶开始流行起来，取代了之前的一系列术语，包括“低能儿”、“白痴”、“弱智”等，现在这些词通常被认为是极具冒犯性的。到20世纪末，这些词语尽管仍然使用在一些临床环境中，但retardation和retard被广泛视为贬义和政治上不正确的词语。
美国弱智研究协会将智力缺陷的成年人分为三类。白痴指的是一个人的智力年龄在三岁以下的智力残疾的最严重程度。低能儿指的是智力缺陷比白痴较轻，智力年龄在3到7岁之间。傻瓜被定义为智力年龄在8到12岁之间的人。
Cretin这个词的来源可以追溯到1770年至1780年，来自于法语方言“Christian”一词。他的含义是，有严重智力或发育障碍的人：“仍然是人”(或“仍然是基督徒”)，并且应该受到基本的人的尊严的对待。虽然cretin一词现今已经不再被使用，但cretinism一词仍然被用来指代因未经治疗形成的先天性甲状腺功能减退症而导致的精神和身体残疾。
Mongolism和Mongoloid idiot是用来识别患有唐氏综合症的人的术语，因为最早描述唐氏综合症的医生约翰·兰登·唐恩(John Langdon Down)认为，唐氏综合症儿童的面部特征与现在已经过时的“蒙古人”这一类别相似。于是蒙古人民共和国要求医学界停止使用该术语。1960年，世界卫生组织同意停止使用该词。

## 高智商分类

### 天才
弗朗西斯·高尔顿（1822-1911年）是研究人类杰出成就和智力测试的先驱。在智商测试发展之前，他在《遗传天才》一书中提出，遗传对杰出成就的影响很大，杰出人类在一般人群中是罕见的。刘易斯·特曼在1916年的斯坦福-比奈测试中选择了“接近天才”或“天才”作为分类标签的最高等级。1926年，特曼开始进行一项关于加州学龄儿童的纵向研究的发表，这些学龄儿童被学校老师推荐去做智商测试，名为“天才遗传研究”(Genetic Studies of Genius)，他的一生都在进行这项研究。特曼的同事凯瑟琳·m·考克斯(Catherine M. Cox)写了一本名为《300位天才的早期心理特征》的书，作为《天才遗传研究》系列丛书的第二卷出版。在这本书中，她分析了历史上对天才的数据记录。尽管考克斯对那些从未参加过智商测试的历史人物的童年智商的估计在方法上受到了批评，但她的研究对于发现想要成为天才除了智商之外还有什么因素的方面是彻底的。在1937年斯坦福-比奈测试的第二次修订中，特曼不再使用“天才”一词作为智商分类，也不再使用于任何后续的智商测试。1939年，韦克斯勒写道:“我们对于仅仅根据一个智力测试分数就将一个人称之为天才的行为是犹豫的。”

### 天赋
所有智力天赋学者的一个主要共识是，对于天赋没有普遍的定义。 尽管没有关于识别天才学习者的学术共识，但事实上会依赖智商分数来识别学校天才教育计划的参与者。在实践中，美国的许多学区使用130的智商分数，包括全国人口的大约2%到3%作为纳入学校资优项目的分界线。
人们建议将天赋分为五个级别，以区分天赋值不同两端的儿童之间存在的巨大能力差异。虽然对这些量词的有效性没有强烈的共识，但它们被许多天才儿童的专家所接受。
| 分类       | 智商范围 | σ           |
| ---------- | -------- | ----------- |
| 略有天赋   | 115–129  | +1.00–+1.99 |
| 中等天赋   | 130–144  | +2.00–+2.99 |
| 天赋高     | 145–159  | +3.00–+3.99 |
| 特别有天赋 | 160–179  | +4.00–+5.33 |
| 天赋异禀   | 180–     | +5.33–      |

早在1937年，刘易斯·特曼就指出，随着智商分数的增加，智商评分的估计误差也会增加，因此，当一个应试者得到更高的分数时，对于应当将该应试者分配哪个分数等级的确定性会下降。目前的智商测试对于测定高智商分数也存在很大的误差范围。作为一个潜在的现实，像“特别有天赋”和“天赋异禀”两个级别之间的区别从来没有得到很好的确立。所有关于智商的纵向研究都表明，在整个童年时期，应试者的得分会上下波动，因此，与他人相比，他们的排名顺序也会上下波动。一些出题者称，像“天赋异禀”这样的智商分类是有意义的，但这些都是基于过时的斯坦福-比奈第三次修订(Form L-M)测试。大多数IQ测试报告的最高标准分数是160，确定性大约是99.997百分位数(不考虑在任何智商测试中测量该智商水平的相当大的误差问题)。高于这个水平的智商分数是可疑的，因为没有足够的规范案例来建立统计上合理的等级排序进行测量。此外，斯坦福-比奈(Form L-M)测试从未在成年人群中得到任何验证，刘易斯·特曼的著作中也没有这种术语的痕迹。尽管目前有两种测试试图提供“扩展标准”，允许对与现有水平划分不同的天赋进行分类，但这些标准并不是基于经过充分验证的数据。